# Maison David Rayfiel
La Maison David Rayfiel (en anglais « David Rayfiel House »), connue aussi sous le nom de Maison de verre de Sacandaga (« Sacandaga Glass House ») ou Refuge de David Rayfiel, est une maison historique située à Day dans le comté de Saratoga, New York.
Elle est inscrite au registre national des lieux historiques en 2009.

## Historique
Elle a été construite en 1958 sur les rives sud du Grand Lac Sacandaga (Great Sacandaga Lake) dans les contreforts des monts Adirondack.
Elle a été conçue par l'architecte George Lawrence Moore pour le scénariste David Rayfiel (1923-2011), collaborateur fréquent du cinéaste Sydney Pollack, et mari de l'actrice Maureen Stapleton (1925-2006).
La maison est inscrite au registre national des lieux historiques en 2009 .

## Description
C'est une habitation à un étage et demi, de style architecture moderne ou moderniste mesurant 23 pieds de largeur et 20 pieds de profondeur. La façade est constituée d'un mur-rideau en verre posé sur une fondation en béton et surmonté d'un toit plat avec couronnement métallique. Ses murs d'extrémité sont construits en briques.
Elle est souvent comparée à l'emblématique maison de verre Glass House de l'architecte Philip Johnson à New Canaan, Connecticut.